# West India Docks

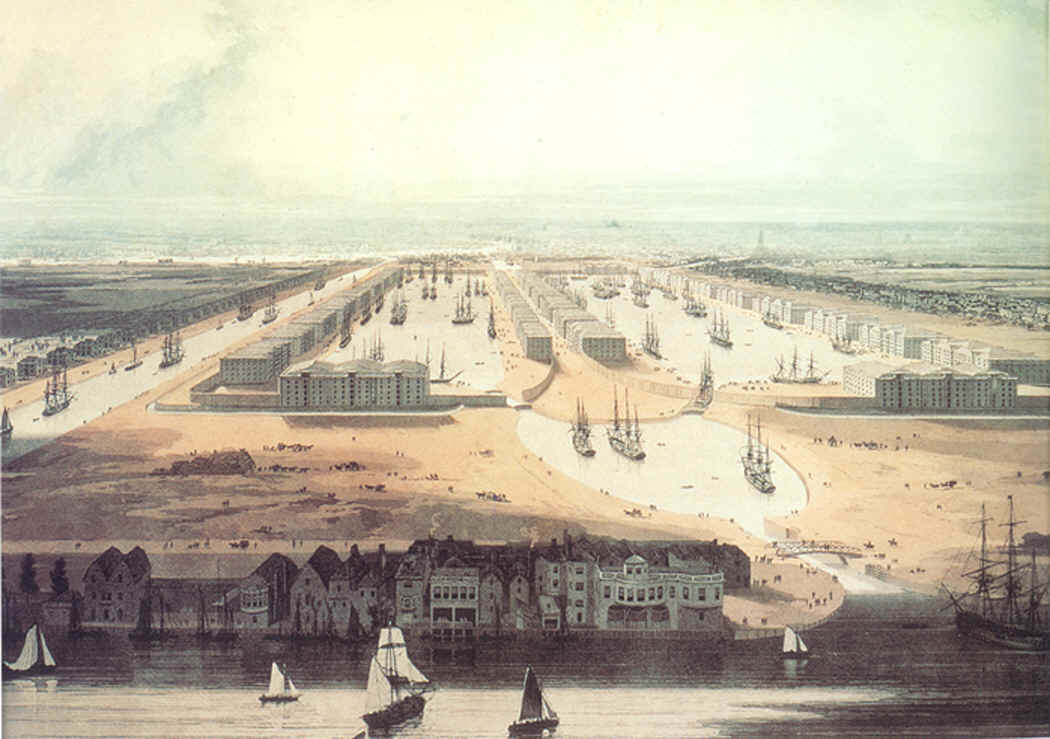
Ein Gemälde der fertiggestellten Docks (1802). Der Kanal auf der linken Seite des Bildes wurde später geschlossen und wurde zum dritten Dock. Der Blick geht nach Westen, in Richtung der Innenstadt von London.

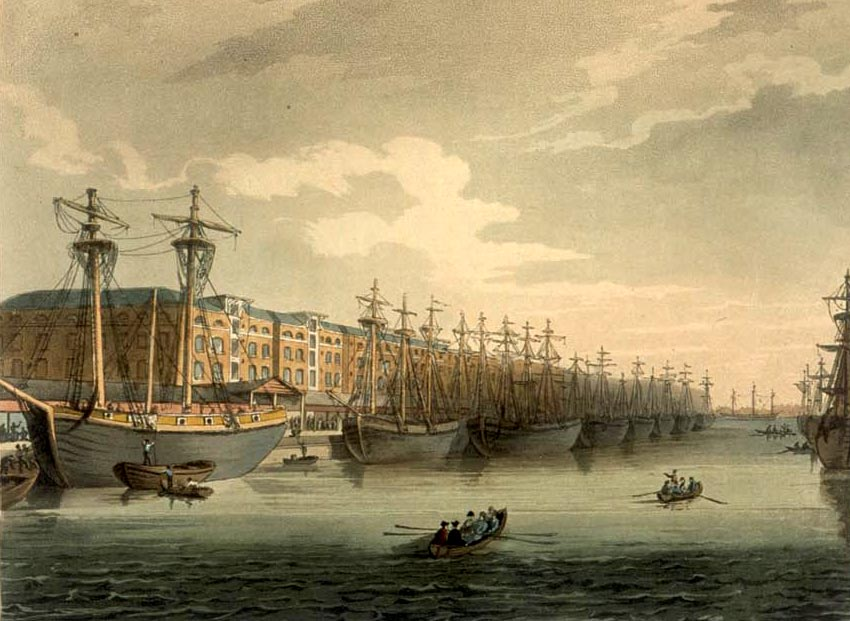
West India Docks von Augustus Charles Pugin und Thomas Rowlandson (Figuren) aus Rudolph Ackermanns Microcosm of London, or, London in Miniature (1808–1811)

Die West India Docks sind eine Gruppe von drei Hafenbecken auf der Isle of Dogs im Londoner Eastend.

## Der Grund für den Bau der Hafenanlagen
Robert Milligan (1746–1809) war der Hauptverantwortliche für den Bau der West India Docks. Milligan war ein reicher Westindienhändler und Reeder, der nach London zurückkehrte, nachdem er vorher die Zuckerplantagen seiner Familie in Jamaika geleitet hatte. Verärgert über die Verluste, die durch Diebstahl und Verspätungen beim Entladen seiner Schiffe an den Ankerplätzen an der Themse entstanden waren, führte er eine Gruppe mächtiger Geschäftsleute, unter ihnen auch George Hibbert, der Vorsitzende der West India Merchants of London, an, die den Bau von Hafenanlagen, die von hohen Wänden umgeben waren, betrieben. Die Gruppe plante und baute die West India Docks und beeinflusste das Parlament, sodass es die Gründung der West India Dock Company ermöglichte. Milligan war stellvertretender Vorsitzender und Vorsitzender dieser Gesellschaft.

## Genehmigung durch das Parlament und Bau
Der Bau der Hafenanlagen wurde durch den West India Dock Act 1799 legalisiert – das erste vom Parlament und nicht vom Stadtrat verabschiedete Gesetz zum Bau von Hafenanlagen.
Der Hafen wurde in zwei Abschnitten gebaut. Die beiden nördlichen Becken entstanden 1800–1802 (offizielle Eröffnung 27. August 1802) für die West India Dock Company entsprechend den Planungen des leitenden Bauingenieurs William Jessop (John Rennie war Berater und Thomas Morris, der dritte Ingenieur aus Liverpool war ebenfalls damit befasst). Sie waren die ersten Docks für die Handelsschifffahrt in London.
Der britische Premierminister William Pitt der Jüngere und Lordkanzler Lord Loughborough nahmen an der Grundsteinlegung am 12. Juli 1800 teil, Milligan und Hibbert sollen ebenfalls teilgenommen haben.
Das südlichste Becken, das South West India Dock, später auch South Dock genannt, wurde in den 1860er-Jahren gebaut und ersetzte den unprofitablen Kanal, den City Canal, der 1805 durch die City of London Corporation gebaut und 1829 an die Gesellschaft verkauft worden war. 1909 wurden die West India Docks von der Port of London Authority zusammen mit den anderen Hafenanlagen an der Themse, von den St. Katharine Docks bis zu den Tilbury-Docks, übernommen.

## Ausgestaltung der Hafenanlagen

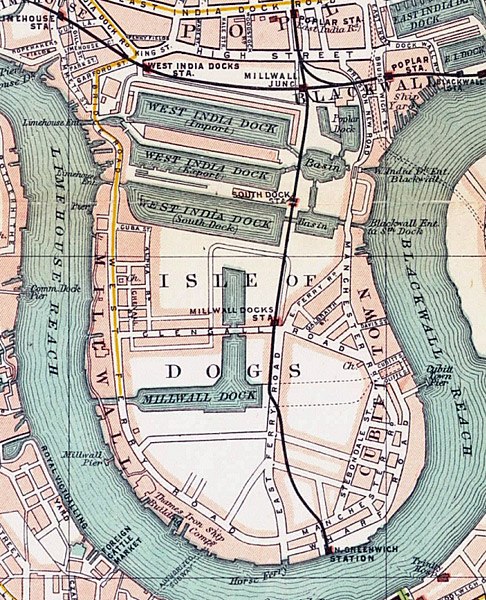
Karte der Isle of Dogs mit den Hafenanlagen

Die ursprünglichen Hafenbecken waren das Import Dock mit 120.000 m² Wasserfläche, später North Dock genannt, und das Export Dock mit 97.000 m² Wasserfläche, später Middle Dock genannt. In diesen beiden Becken konnten über 600 Schiffe ankern. Schleusen, Ein- und Ausfahrtsbecken an beiden Enden verbanden sie mit der Themse. Die Ein- und Ausfahrtsbecken wurden Blackwall Basin und Limehouse Basin genannt, nicht zu verwechseln mit dem Hafenbecken des Regent’s Canal, das ebenfalls Limehouse Basin heißt. Um Staus zu vermeiden, fuhren die Schiffe von Osten, aus Richtung Blackwall in die Hafenanlage ein, Leichter von Westen aus Richtung Limehouse. In Verbindung mit dem Blackwall Basin entstand auch ein Trockendock. Später wurde auch das Poplar Dock der North London Railway mit dem Blackwall Basin verbunden.
Die Konstruktion der Hafenbecken ermöglichte es einem Schiff, das von den Westindischen Inseln kam, im nördlichen Dock entladen zu werden, in das südliche Dock zu segeln und dort wieder mit Exportgütern beladen zu werden, und das in einem Bruchteil der Zeit, die man für diese Arbeiten vorher am chronisch verstopften und gefährlichen, oberen Teil der Themse benötigt hatte.
Um das Import Dock wurde eine durchgehende Reihe von fünfstöckigen Lagerhäusern gebaut, die vom Architekten George Gwilt und seinem Sohn, der ebenfalls George hieß, entworfen wurden. Das Export Dock brauchte weniger Gebäude, da die Waren sofort nach ihrer Ankunft auf die Schiffe geladen wurden. Als Schutz gegen Diebe war das ganze Gelände mit einer 6,10 m hohen Ziegelmauer umgeben.
Die Hafenbecken und der South Dock (Isle of Dogs) machten aus der Halbinsel Isle of Docks eine richtige Insel.
Die drei Hafenbecken waren anfangs getrennt, wobei die beiden nördlichen mit Basins an beiden Enden verbunden waren und das südliche Hafenbecken in einer Reihe von drei Basins an der Ostseite angebunden war. Die Zufahrt für die Eisenbahn war schwierig. Unter der Ägide der Port of London Authority verband man die drei Hafenbecken mit Durchstichen zu einem gemeinsamen System und die Verbindungen zur Themse an der Westseite wurden zusammen mit dem Limehouse Basin und der westlichen Verbindung der beiden nördlichen Hafenbecken verfüllt. Dies ermöglichte einen besseren Eisenbahnanschluss von Norden und Westen. Ebenfalls wurde das südliche Hafenbecken mit dem Millwall Dock verbunden; seine vergrößerte östliche Schleuse wurde der einzige Zugang von der Themse aus zum gesamten System der West India- und Milwall-Docks.

## Niedergang
Zwischen 1960 und 1980 ging der Handel in diesem Hafen fast auf Null zurück. Dafür gab es hauptsächlich zwei Gründe: Zum einen machte die Entwicklung der Containerschiffe diese Art relativ kleiner Hafenbecken unwirtschaftlich und die Eigentümer des Hafens reagierten auf diese Entwicklung recht langsam. Zum anderen gingen die Exporte von im Großraum London gefertigten Handwerksgütern, die den Handel im Hafen aufrechterhalten hatten, zurück. 1980 wurde der Hafen geschlossen und die Regierung übernahm das Gelände.

## Die West India Docks heute
Nach der Schließung der Hafenanlagen an der oberen Themse wurde das Gelände als Teil der Londoner Docklands-Stadtentwicklung umgewidmet und beherbergt heute die Gebäude der Canary Wharf. Der erste Teil der Gebäude wurde über das Wasser gebaut und verringerte die Breite von nördlichem und mittlerem Hafenbecken. Der Bahnhof der Jubilee Line entstand später direkt im mittleren Hafenbecken.
Dennoch bleiben die Hafenanlagen für Schiffe offen und sind nun vor künftigen größeren Umbauten durch nationale Vorschriften und solche der Londoner Stadtregierung geschützt. Im South Dock finden regelmäßig Besuche mittelgroßer Kriegsschiffe in London statt, da dies der am weitesten Themse aufwärts gelegene Punkt ist, an dem sie noch wenden können.
An der Nordseite des Hafens gibt es viele Bars und Restaurants, die in den Sommermonaten gut gefüllt sind, und es wurden auch kürzlich etliche Wohnblocks gebaut. Das Blackwall Basin mit seinem früheren Trockendock und der größte Teil des Poplar Docks werden weiterhin als Anlegestellen für kleinere Schiffe genutzt.
2005 wurde ein schwimmendes Hotel in Form einer modernen Jacht, die im South Dock liegen soll, genehmigt, aber das muss erst noch realisiert werden.
In einem Teil der alten Hafengebäude ist nun das Museum of London Docklands untergebracht.